# Fátimovský chalífát
Fátimovci byla arabská dynastie vládnoucí v Egyptě v 10.–12. století, jejich Fátimovský chalífát byl představitelem ší'itského směru islámu.

## Historie

### Založení fátimovského chalífátu
Fátimovci neuznávali svrchovanost bagdádského chalífy, vládce věřících, a začali tento titul používat roku 909 sami. Postupně ovládli severní Afriku včetně bohatého a strategicky významného Egypta, Sicílii, Sýrii, Palestinu a západní část Arabského poloostrova, a prosadili tak svoji svrchovanost ve velké části islámského světa. Roku 969 založili v Egyptě nové sídelní město šíitského chalífy Káhiru. V 90. letech 10. století se snažili rozšířit svoji moc z Aleppa a Antiochie do byzantské části Sýrie, ale to jim znemožnil byzantský císař Basileios II. Bulgaroktonos.

### Konflikt se Seldžuky
Moc Fátimovců dosáhla svého vrcholu v polovině 11. století. Poté nastal její pozvolný úpadek a fátimovská říše se začala rozpadat. Vinu na tom měli mimo jiné expanze Seldžuků, jejichž prioritou se stalo dobytí fátimovského Egypta a především na něm částečně závislého aleppského emirátu v Sýrii. Roku 1078 dobyli Seldžukové Jeruzalém, který byl dosud v moci Egypta. Roku 1095 nebo 1098 se Jeruzaléma znovu zmocnili fátimovští vojáci, vydrancovali město, pobili zdejší muslimy a vyhnali zbylé křesťanské obyvatelstvo. Mocenský spor mezi šíitskými Fátimovci a sunnitskými Turky ostře rozdělil muslimský svět a umožnil křižáckým státům ve Svaté zemi upevnit své postavení. Po zahájení křížových výprav byli Fátimovci dokonce ochotní spojit se s křižáky proti Seldžukům, z křesťanské strany však nebyl o spojenectví zájem.

### Konec fátimovského chalífátu
Ve 12. století se postavení egyptských chalífů stalo již naprosto formálním. Skutečnou moc měli v rukou jejich vezíři, kteří bojovali mezi sebou. Jeden z nich zapojil do vnitřních rozepří egyptského státu nejprve mocného vládce Aleppa Núr ad-Dína a později – z obav před jeho rostoucím vlivem - také jeruzalémského krále. Díky zásahům v Egyptě se významně rozšířila Núruddínova moc tímto směrem. Roku 1169 dosáhl jeden z jeho nejvýznamnějších vojenských velitelů Šírkúh jmenování egyptským vezírem. Když po dvou měsících zemřel, zaujal toto místo jeho synovec, dosud neznámý velitel kurdského původu Saláhuddín ibn Ajjúb. Tak nastoupil cestu k moci jeden z nejproslulejších muslimských vládců, Saladin. Zpočátku vykonával funkci vezíra a formálně byl Núruddínovým místodržícím v Egyptě. Když pak v roce 1171 zemřel tehdejší fátimovský chalífa al-Ádid, zabránil Saladin jmenování jeho nástupce a podřídil šíitský Egypt sunnitskému chalífovi v Bagdádu.